# Setge de Plevna
El setge de Plevna - Осада Плевны (rus); Plevne Savunması (turc); Asediu Plevnei (romanès); Обсада на Плевен (búlgar)- fou un enfrontament important entre l'exèrcit combinat de l'Imperi Rus, el Regne de Romania i l'Imperi Otomà. Els turcs varen resistir l'avanç principal rus envers el sud de Bulgària, i això provocà que altres potències de l'època donessin suport activament a la causa otomana. Finalment, la superioritat numèrica russo-romanesa forçà la guarnició a capitular.

## Antecedents
El juliol del 1877 l'exèrcit rus, sota el comandament del gran duc Nikolai Nikolàievitx Romànov el Vell, avançà cap al Danubi sense pràcticament trobar oposició, ja que els otomans no disposaven de tropes considerables a la regió. L'alt comandant turc del soldà Abdul Hamid II envià un exèrcit per reforçar la ciutat de Nikopol sota el comandament d'Osman Paixà, que aleshores es trobava a la ciutat de Vidin i les tropes del qual comptaven amb l'experiència en combat de la revolta sèrbia el 1875. Abans que arribés a Nikopol, l'avantguarda russa va prendre la ciutat amb facilitat a la batalla de Nikopol (16 de juliol del 1877), per tant Osman Paixà va aturar-se a Pleven, una ciutat propera a Nikopol. Fortificà la ciutat, i des d'allà l'exèrcit d'Osman dominava les principals rutes estratègiques que conduïen a Bulgària. Només unes hores més tard que Osmà ordenés construir les fortificacions començaren a arribar-hi les tropes russes.

## El setge

### Primer combat
El general Schilder-Shuldner, al comandament de la cinquena divisió russa del IX Cos d'Exèrcit, va rebre l'ordre d'ocupar Pleven. El general arribà als afores de la ciutat el 19 de juliol i començà a bombardejar les defenses turques sense llançar-se encara a l'atac. L'endemà va atacar i va aconseguir que els turcs abandonessin algunes de les defenses exteriors. Osmà hi envià reforços, bo i iniciant una sèrie de contraatacs que van aconseguir la retirada de les tropes russes de les trinxeres ocupades. Va haver-hi unes 2.800 baixes al bàndol rus i unes 2.000 al turc.

### Segon combat
Osman Paixà ordenà reforçar les defenses i construir nous terraplens, mentre que els russos obtingueren reforços de l'exèrcit del Príncep Carol de Romania (qui més endavant seria Carles I de Romania), amb la condició que li atorguessin el comandament de la força combinada en el setge. El general Nikolai Kridener arribà amb el IX Cos d'Exèrcit al complet i Osmà va rebre un reforç de 20.000 soldats. El 31 de juliol, el comandament rus ordenà a Kridener iniciar l'assalt a la ciutat. D'una banda, Kirdener tenia una divisió de cavalleria al comandament del general Xakofski i una divisió d'infanteria comandada pel general Mikhaïl Skóbelev. Xakofski atacà els reductes a l'est de la ciutat i Skóbelev atacà el reducte de Grivitsa al nord. Xakofski aconseguí capturar dos dels reductes, però quan va fer-se fosc, els turcs havien aconseguit resistir els atacs i recuperar el terreny perdut. Les baixes russes foren de 7.300 homes i les turques de només 2.000.

### Tercer combat

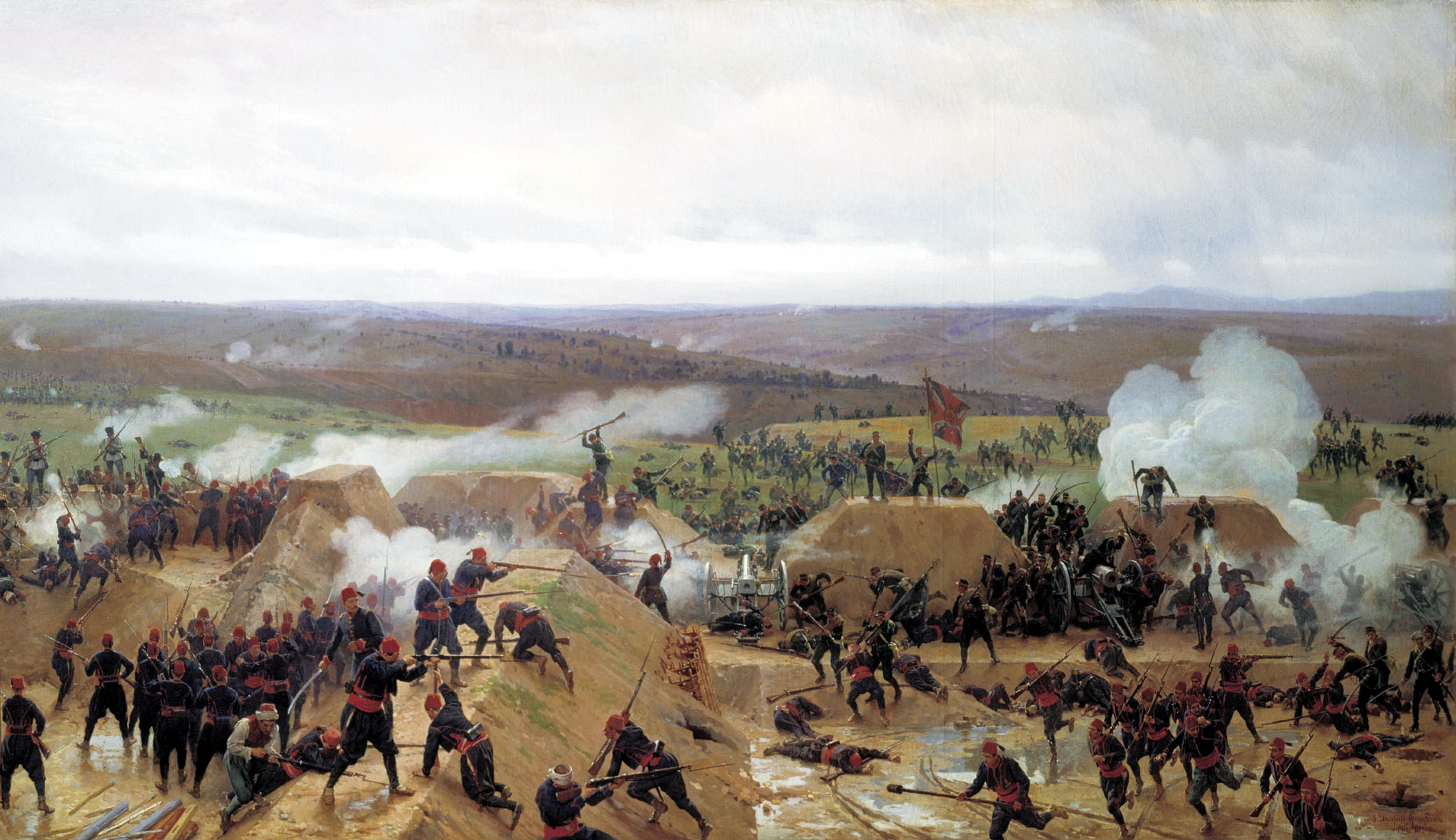
Presa de Grivitsa, obra de Nikolai Dmítriev-Orenburgski

Després de resistir als atacs russos, Osman Paixà no va prendre'n avantatge, de la situació, per tant no va poder retirar-se als assetjadors. Va produir-se una sortida dels assetjadors el 31 d'agost que acabà amb 1.300 russos i 1.000 turcs caiguts al camp de batalla. Els russos continuaren enviant-hi reforços a Pleven, i l'exèrcit arribà a tenir més de 100.000 homes, liderats personalment pel gran duc. El 3 de setembre, Skobelev va rendir la guarnició turca de Loveix, i així tallava les línies de subministrament turques. Els turcs organitzaren els supervivents de Loveix en tres batallons que se sumarien als defensors de Pleven i a tretze batallons addicionals que arribaren a la ciutat.
L'11 de setembre, els russos realitzaren un assalt a gran escala contra la ciutat. Els turcs estaven atrinxerats i comptaven amb canons d'acer de càrrega posterior construïts per Krupp i fusells repetidors Winchester 1866 i Peabody-Martini. Els turcs varen resistir durant tres hores a l'avanç rus. Alexandre II de Rússia i el seu germà, el gran duc contemplaven el setge al sud i una divisió romanesa capturà Grivitsa. L'endemà els turcs recuperaren els reductes al sud, però foren incapaços de fer fora els romanesos de Grivitsa. Des de principis de setembre les línies russes comptaven ja amb 20.000 baixes, mentre que les turques només amb 5.000.

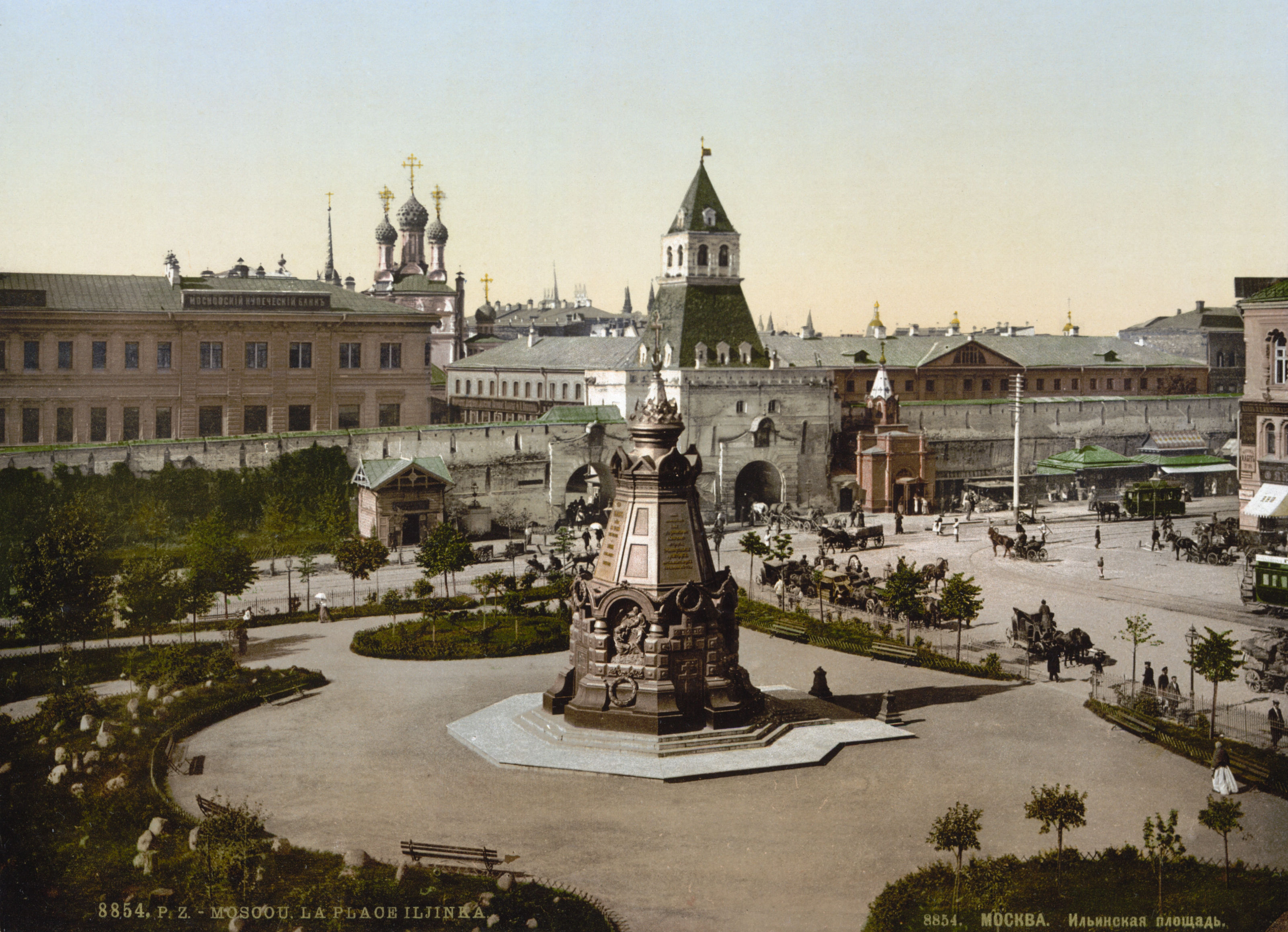
Capella de Plevna a la Plaça de Sant Elies de Moscou, oberta el 1882 en homenatge a los soldats russos que van morir en la batalla de Plevna.

### Quart combat
Les creixents baixes russes acabaren amb les intencions d'aquest exèrcit d'un assalt frontal. El general Eduard Todleben hi arribà per supervisar les operacions d'assetjament com a cap d'estat major de l'exèrcit. Todleben era un comandant expert en setges: prèviament havia guanyat ressò amb la defensa de Sebastòpol (1854-1855) a la Guerra de Crimea. Decidí voltejar completament la ciutat i els seus defensors, i ho aconseguí el 24 d'octubre. Osman Paixà demanà permís per abandonar Pleven i retirar-se'n, però l'alt comandant otomà no li ho va permetre. Els subministraments començaren a escassejar a la ciutat, per tant Osman Paixà realitzà un intent de trencar el cercle rus en direcció a Opanets. El 9 de desembre, els turcs, durant la nit, realitzaren una sortida, bastint ponts sobre el riu Vit. La superioritat numèrica russa feu que els turcs se'n retiressin, Osman Paixà en sortí ferit. S'estengueren rumors que afirmaven la seva mort, i començà a generar pànic. Els turcs van veure's empesos cap a l'interior de la ciutat, perdent uns 5.000 homes. L'endemà Osman Paixà va rendir la ciutat, la guarnició i la seva espasa al coronel romanès Mikhaïl Certxez. Fou tractat honorablement, però una gran part de les seves tropes van morir a les neus. Els soldats ferits foren abandonats als hospitals de campanya i foren assassinats pels búlgars com a venjança de les massacres de població búlgara aquell mateix any a les localitats de Panaguiurixe, Peruixtitsa, Bratsigovo i Batak.